# Pedra calcària

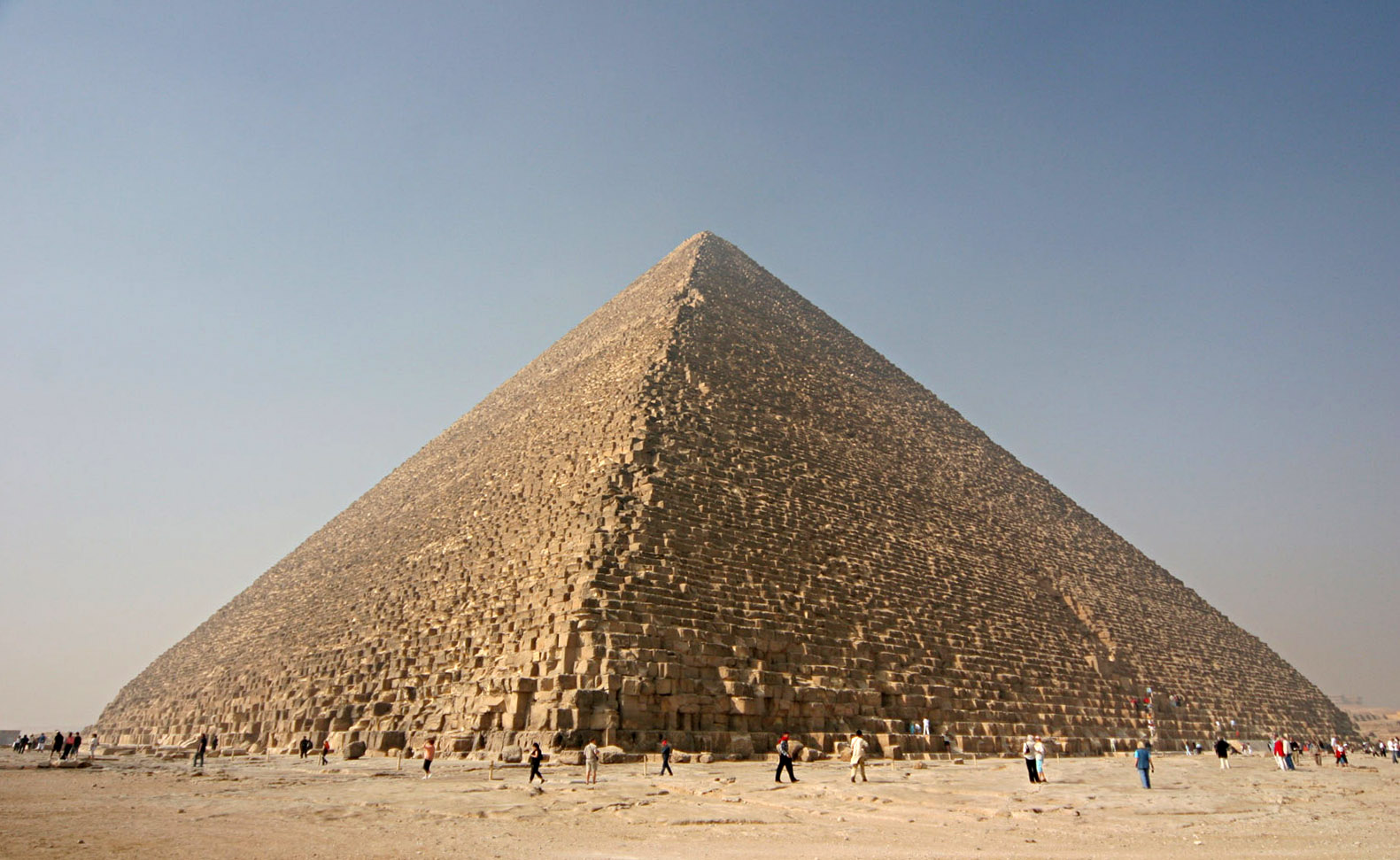
La piràmide de Keops està construïda amb blocs de pedra calcària

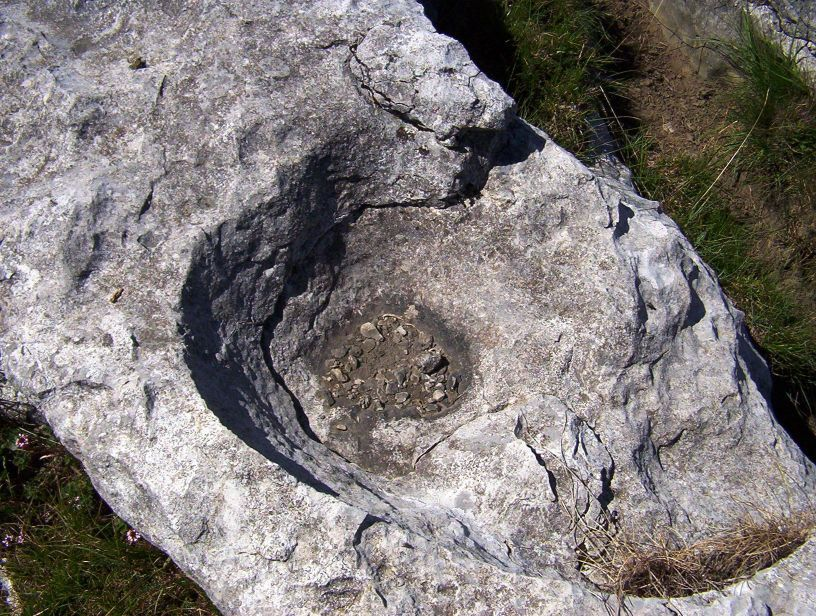
Dissolució d'una roca calcària per efecte de l'aigua

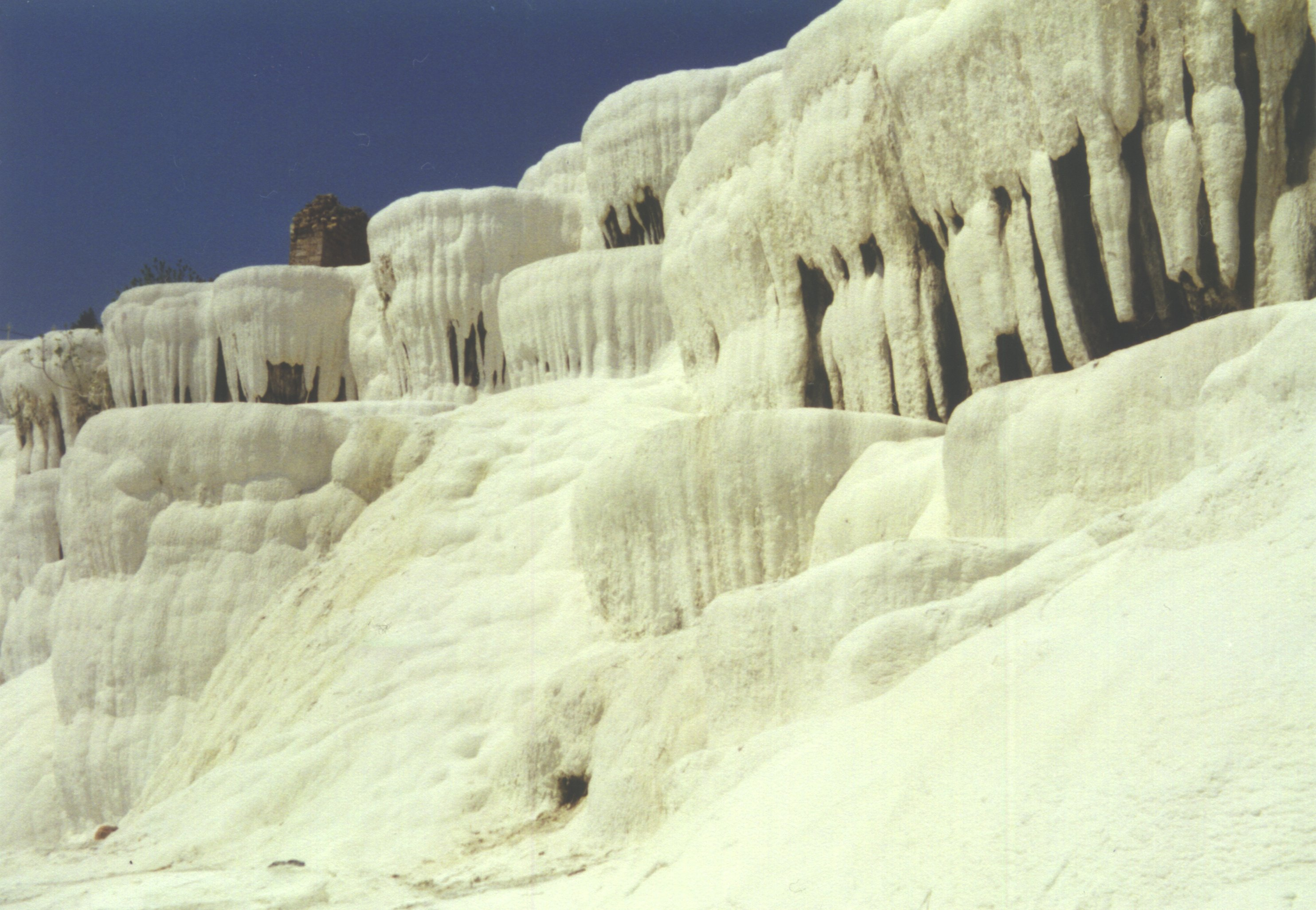
Formació calcària d'origen hidrotermal a Pamukkale, Turquia

La pedra calcària és una roca sedimentària composta majoritàriament (més de l'1%) per carbonat de calci (CaCO₃), generalment calcita. També pot contenir petites quantitats de minerals com ara argila, hematites, siderita, quars o altres, que modifiquen (de vegades sensiblement) el color i el grau de cohesió de la roca. El caràcter pràcticament monomineral de les calcàries permet reconèixer-les fàcilment gràcies a dues característiques físiques i químiques fonamentals de la calcita: és menys dura que el coure (la seva duresa en l'escala de Mohs és de 3) i reacciona amb efervescència en presència d'àcids tals com l'àcid clorhídric. Quan la roca calcària conté una proporció entre el 35-65% d'argila s'anomena marga.
Les calcàries són formades principalment per calcita, barrejada amb elements detrítics, en poca quantitat, com la sorra, el llim i argila, o bé orgànics. Tenen una duresa feble i es ratllen fàcilment amb un ganivet. En fred, reaccionen amb efervescència, alliberant CO₂, en contacte amb l'àcid clorhídric diluït, cosa que les diferencia de les dolomies, que, en condicions normals, reaccionen en menor grau.
La roca calcària és una roca coherent de color blanc, grisós o gris fosc. A més de carbonat de calci, també pot contenir carbonat de magnesi (MgCO3), que, si hi és en una proporció elevada, la roca es denominarà calcària dolomítica. És una roca poc soluble en aigua pura, si bé la seva solubilitat augmenta en contacte amb dissolucions acidulades o amb aigua de pluja que contingui CO₂ dissolt. En les àrees afectades per la pluja àcida, els edificis construïts amb carreus de roca calcària són afectats amb deteriorament quan la calcita reacciona amb l’àcid sulfúric de la pluja, disgregant-se en guix.
Com moltes altres roques sedimentàries, la pedra calcària és composta de grans; tanmateix, la majoria dels grans de les roques calcàries són fragments esquelètics d'organismes marins com el corall o foraminífers. Altres grans carbonatats que es troben en les pedres calcàries són ooides, peloides, interclasts i extraclasts. Algunes roques calcàries no tenen grans i són formades completament per la precipitació química de calcita o aragonita com, per exemple, el travertí.

## Descripció

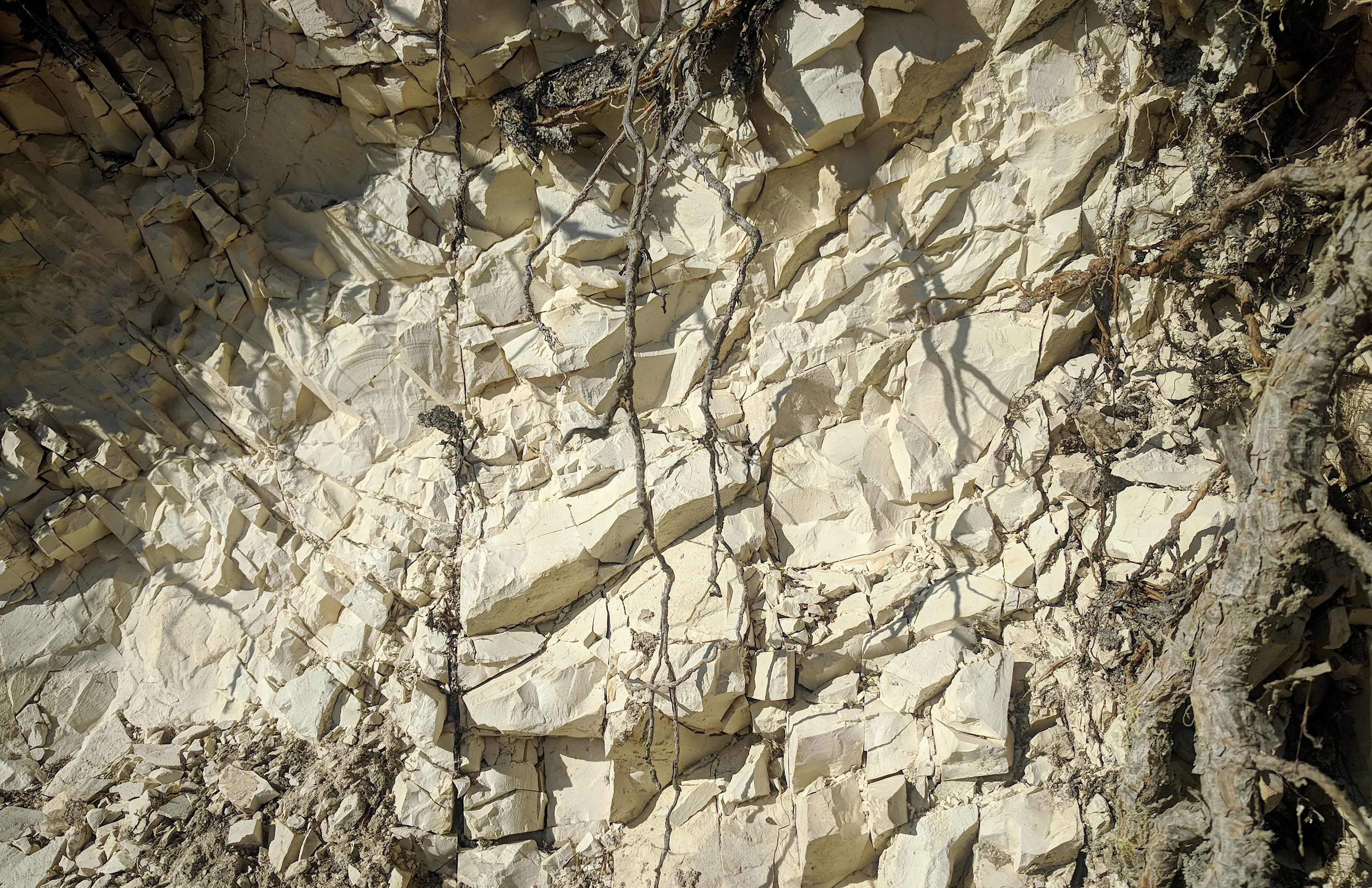
Aquest jaciment de pedra calcària al karst dels Alps Dinàrics prop de Sinj, Croàcia, es va formar en el Eocè.

La calcària està composta principalment pels minerals calcita i aragonita, que són diferents formes cristal·lines de carbonat càlcic (CaCO3). La dolomita, CaMg(CO3)2, és un mineral poc comú a la calcària, i la siderita o altres minerals de carbonat són rars. No obstant això, la calcita de la calcària conté sovint un petit percentatge de magnesi. La calcita de la calcària es divideix en calcita baixa en magnesi i calcita alta en magnesi, amb una línia divisòria situada a una composició del 4% de magnesi. La calcita amb alt contingut en magnesi conserva l'estructura mineral de la calcita, diferent de la dolomita. L'aragonita no sol contenir una quantitat significativa de magnesi.D'altra banda, la majoria de les calcàries són químicament bastant pures, amb sediments clàstics (principalment quars de gra fi i minerals d'argila) que constitueixen menys del 5% al 10% de la composició. La matèria orgànica sol representar al voltant del 0,2% d'una calcària i poques vegades supera l'1%.
La calcària sol contenir quantitats variables de sílice en forma de chert o fragments esquelètics silicis (com espícules de esponja, diatomees o radiolaris). Els fòssils també són comuns a la calcària.
La calcària sol ser de color entre blanc i gris. La calcària que és inusualment rica en matèria orgànica pot ser de color gairebé negre, mentre que traces de ferro o manganès poden donar a la calcària un color blanquinós a groc a vermell. La densitat de la calcària depèn de la seva porositat, que varia entre el 0,1% de la calcària més densa i el 40% de la creta. La densitat corresponent oscil·la entre 1,5 i 2,7 g/cm3. Encara que és relativament tova, amb una duresa Mohs de 2 a 4, la calcària densa pot tenir una resistència a la compressió de fins a 180 MPa. Com a comparació, el formigó sol tenir una resistència a la compressió d'uns 40 MPa.
Encara que les calcàries presenten poca variabilitat en la composició mineral, mostren una gran diversitat en la textura. No obstant això, la majoria de les calcàries estan formades per grans de la mida de la sorra en una matriu de fang carbonatat. Atès que les calcàries són sovint d'origen biològic i solen estar compostes per sediments que es dipositen prop del lloc on es van formar, la classificació de les calcàries sol basar-se en el tipus de gra i el contingut de fang.

### Grànols

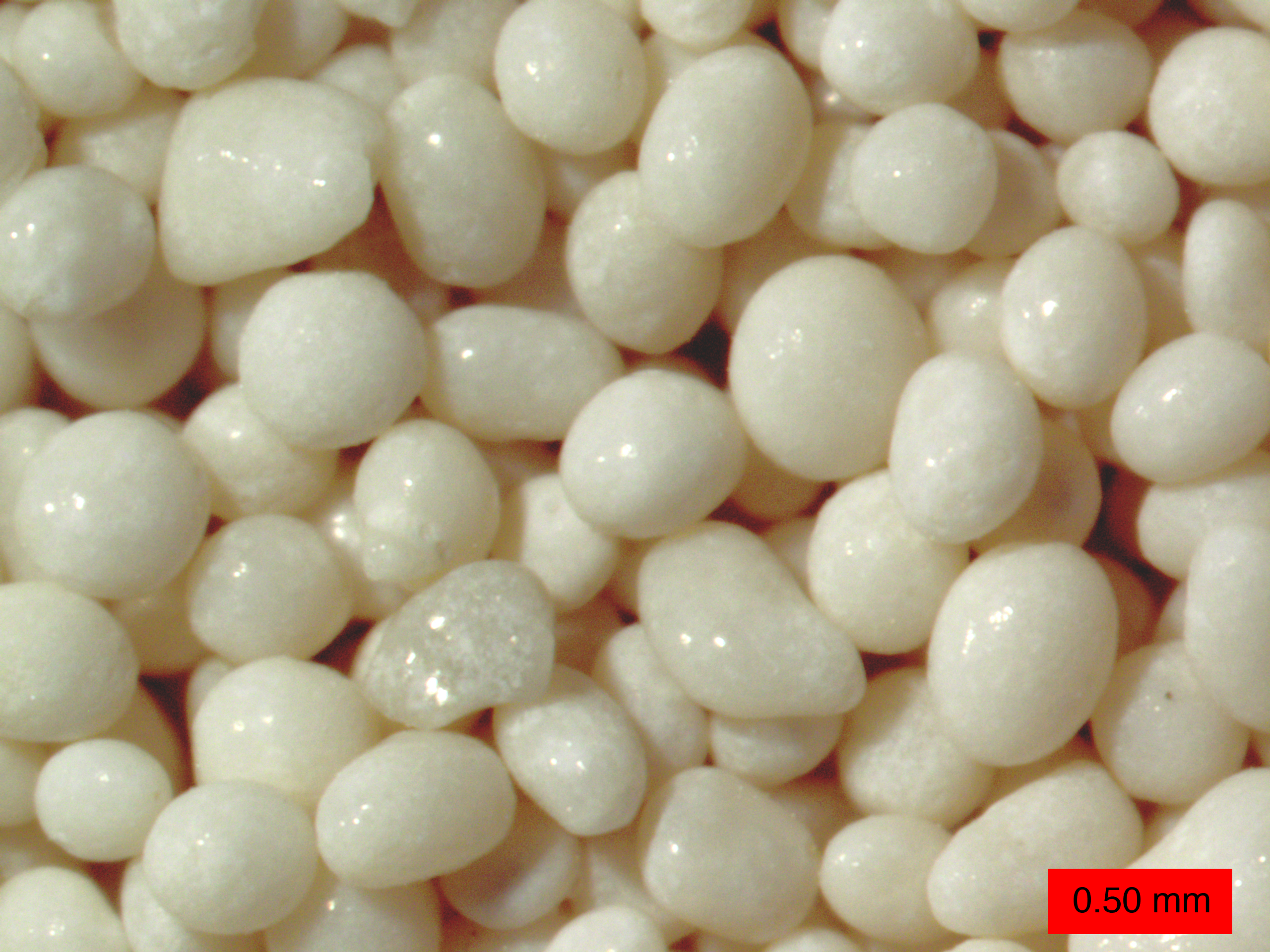
Ooids d'una platja a Joulter's Cay, Les Bahames

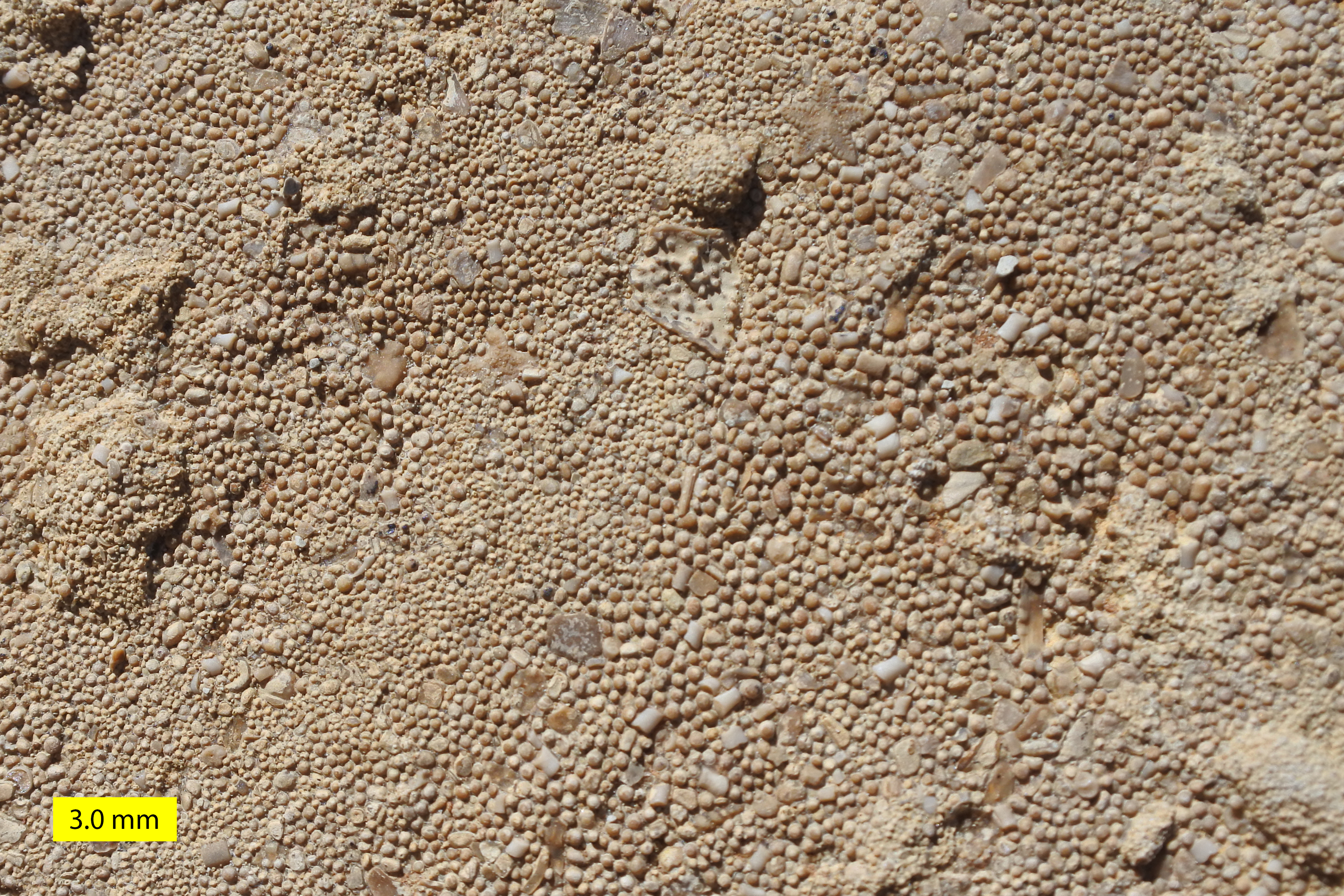
Ooides en calcària de la Carmel Formation (Juràsic Mitjà) del sud-oest d'Utah

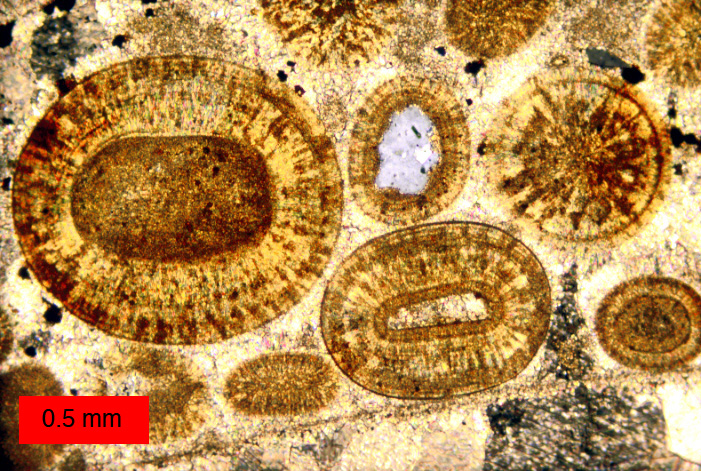
Vista en secció prima d'una calcària del Juràssic Mig al sud de Utah, EUA Els grans rodons són ooides; el més gran té 1,2 mil·límetres de diàmetre. Aquesta calcària és una oospareta

La majoria dels grans de la calcària són fragments esquelètics d'organismes marins com coral o foraminífers. Aquests organismes segreguen estructures fetes d'aragonet o calcita i les deixen enrere quan moren. Altres grans de carbonat que componen les calcàries són els ooides, els peloides i els limeclasts (intraclasts i extraclasses).
Els grans esquelètics tenen una composició que reflecteix els organismes que els van produir i l'entorn on es van produir. Els grans esquelètics de calcita amb baix contingut en magnesi són típics de braquiòpodes articulats, foraminífers planctònics (que suren lliurement) i cocòlits. Els grans esquelètics de calcita amb alt contingut en magnesi són típics de foraminífers bentònics, equinoderms i algues coral·lines. Els grans esquelètics d'aragonita són típics de mol·luscs, algues verdes calcàries, stromatoporida, corals i cucs tubícoles. Els grans esquelètics també reflecteixen períodes geològics i ambients específics. Per exemple, els grans de corall són més comuns en entorns d'alta energia (caracteritzats per forts corrents i turbulències), mentre que els grans de briozous són més comuns en entorns de baixa energia (caracteritzats per aigües tranquil·les).

### Llot
Els grànuls de la majoria de les calcàries estan incrustats en una matriu de fang carbonatat. Aquesta és típicament la fracció més gran d'una roca carbonatada antiga. El fang format per vidres individuals de menys de 5 µm longitud es descriu com micrita. Al fang carbonat fresc, la micrita està formada principalment per petites agulles d'aragonita, que poden precipitar-se directament de l'aigua de mar, ser secretades per algues, o produir-se per abrasió de grans de carbonat en un entorn d'alta energia. Es converteix en calcita al cap de pocs milions d'anys de la seva deposició. Més recristal·lització de micrita produeix microescuma, amb grans de 5-15µm de diàmetre.

## Formació
| 1.  | R.P. de la Xina | 310,0 |
| 2.  | Estats Units    | 16,9  |
| 3.  | Índia           | 16,0  |
| 4.  | Rússia          | 11,0  |
| 5.  | Brasil          | 8,1   |
| 6.  | Japó            | 7,3   |
| 7.  | Alemanya        | 7,1   |
| 8.  | Corea del Sud   | 5,2   |
| 9.  | Turquia         | 4,6   |
| 10. | Japó            | 4,3   |
| 11. | Itàlia          | 3,5   |
| 12. | Iran            | 3,4   |
| 13. | Polònia         | 2,7   |
| 14. | França          | 2,6   |
| 15. | Ucraïna         | 2,2   |
| 16. | Austràlia       | 1,9   |
| 17. | Romania         | 1,9   |
| 18. | Espanya         | 1,8   |

Font: USGS.
Són molt distingibles gràcies al seu aspecte blanc. Les pedres calcàries es formen als mars càlids i poc profunds de les regions tropicals, en aquelles zones en les quals els aportaments detrítics són poc importants. Dos processos, que generalment actuen conjuntament, contribueixen a la formació de les calcàries: els processos químics i els processos biològics.

### Origen químic
El carbonat de calci es dissol amb molta facilitat en aigües que contenen gas carbònic dissolt (CO₂), a causa de l'alta solubilitat de l'hidrogencarbonat de calci, com a compost intermedi. Però, en canvi, en entorns en els quals les aigües carregades de CO₂ s'alliberen bruscament a l'atmosfera, es produeix generalment la precipitació del carbonat de calci en excés, segons aquesta reacció:
Ca2+
 + 2HCO−
3 = CaCO
3 + H
2O + CO
2
Aquest alliberament de CO₂ es produeix, fonamentalment, en dos tipus d'entorns: al litoral quan arriben a la superfície aigües carregades de CO₂ i sobre els continents quan les aigües subterrànies assoleixen la superfície.

### Origen biològic

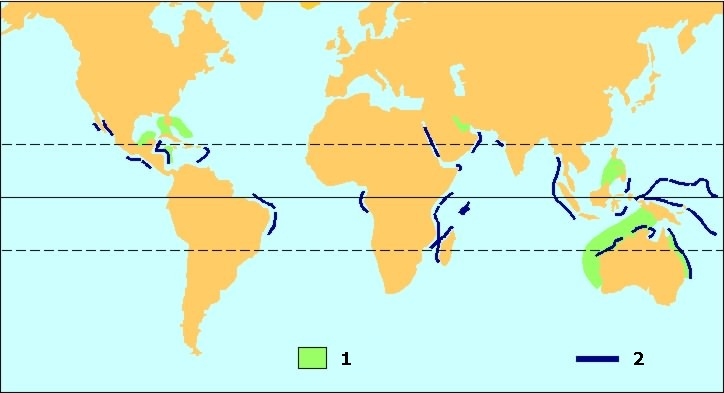
Sedimentació calcària marina actual:

Nombrosos organismes utilitzen el carbonat de calci per a construir-se l'esquelet mineral, ja que es tracta d'un compost abundant i moltes vegades gairebé es troba en estat de saturació en les aigües superficials dels oceans i llacs (per la qual cosa és relativament fàcil induir-ne la precipitació). Després de la mort d'aquests organismes, en molts entorns es produeix l'acumulació de restes minerals en quantitats tals que arriben a constituir sediments que són l'origen de la gran majoria de les calcàries existents.
La sedimentació calcària, actualment limitada a unes quantes regions de les marees tropicals, va ser molt més important en èpoques passades. Les calcàries que es poden observar sobre els continents es van formar en èpoques caracteritzades per tenir un clima molt més càlid que l'actual, quan no hi havia gel als pols i el nivell del mar era molt més elevat. En aquella època, àmplies zones dels continents estaven cobertes per mars epicontinentals poc profunds. En l'actualitat, les plataformes carbonatades són relativament poques (marcades amb un 1 en la imatge); els esculls de corall (marcats amb un 2) tenen un paper important en la fixació del carbonat de calci marí.

## Impureses
Les principals impureses que conté la pedra calcària són silicats, argila, fosfats, carbonat de magnesi, guix, glauconita, fluorita, òxid de ferro, magnesi, sulfats, siderita, dolomita i matèria orgànica entre d'altres. El color d'aquestes roques passa de blanc a negre i pot ser gris. Moltes presenten tons vermellosos, grocs, blaus o verds segons el tipus o quantitat d'impureses que continguin.

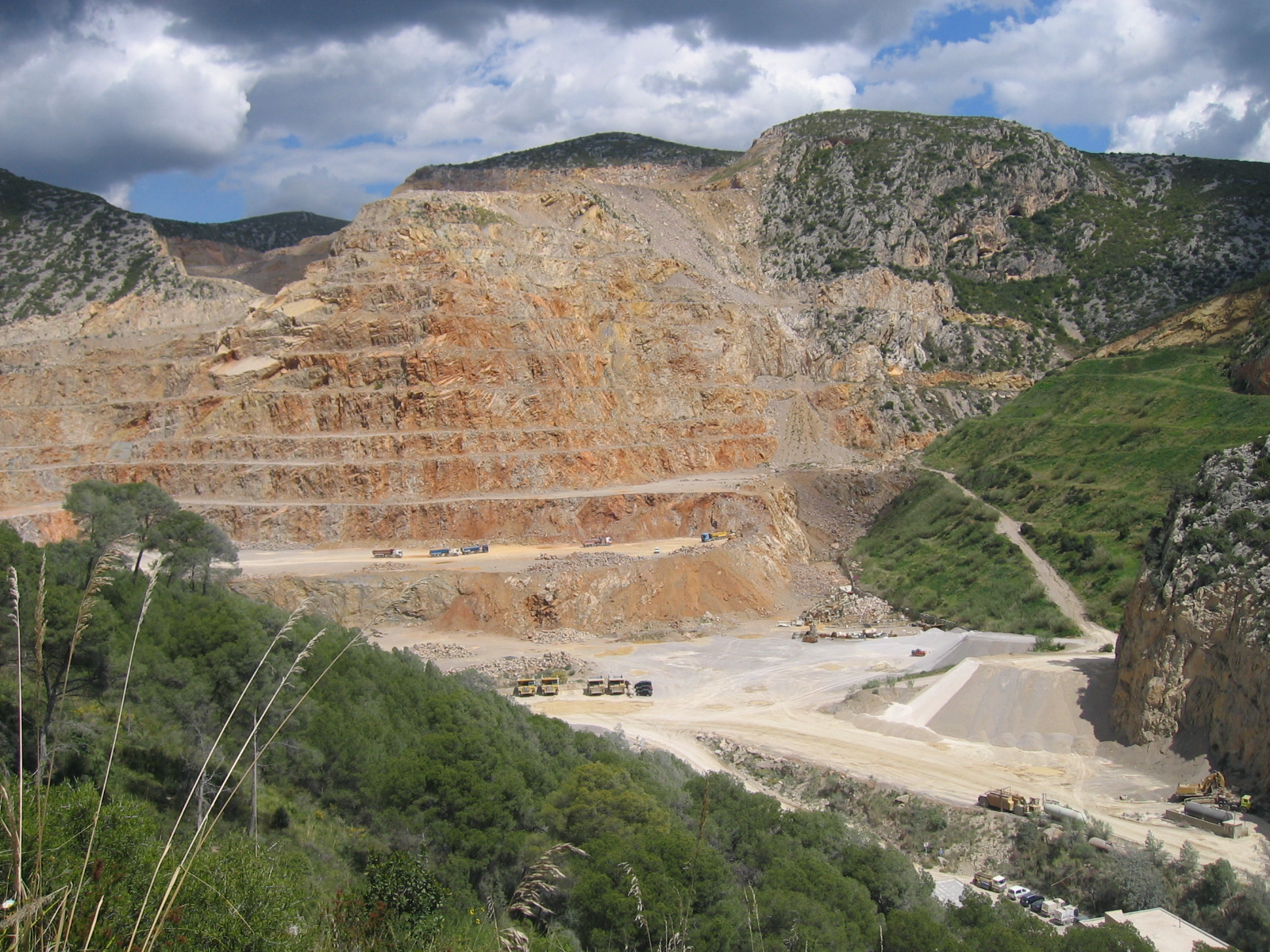
Explotació de roca calcària per a la fabricació de ciment i calç al massís del Garraf. Catalunya

## Utilitats de la pedra calcària
La pedra calcària és una roca important com a reservori de petroli a causa de la seva gran porositat. Té una gran resistència a la meteorització, la qual cosa ha permès que moltes escultures i edificis de l'antiguitat tallats en calcària hagin arribat fins a l'actualitat. Tanmateix, l'acció de l'aigua de pluja i dels rius (especialment quan es troba acidulada per l'àcid carbònic) provoca la seva dissolució, i crea un tipus de meteorització característica denominada carst. No obstant això, la pedra calcària és utilitzada en la construcció de roques per a obres marítimes i portuàries com espigons, esculleres i altres estructures d'estabilització i protecció.
La roca calcària té múltiples usos. S'utilitza essencialment com a matèria primera per a la fabricació de calç (calç viva i calç apagada), de ciment i àrids i com a material de construcció. També és utilitzada en la indústria química per la producció de sosa i gas carbònic. Algunes varietats de roca calcària tenen usos particulars, com la calcària litogràfica, que s'usava antigament a la impremta. Les varietats de calcària més toves, prèviament polvoritzades, s'usen com a correctors dels sòls àcids en l'agricultura (calç agrícola).
La roca calcària és un component important del ciment gris usat en les construccions modernes i també pot ser usada com a component principal, juntament amb àrids, per a fabricar l'antic morter de calç, pasta grassa per a creació d'estucs o lletades per "emblanquinar" (pintar) superfícies. Té altres usos en la indústria farmacèutica o pelletera. Es troba dins de la classificació de recursos naturals (RN) entre els recursos no renovables (minerals) i, dins d'aquesta classificació, en els no-metàl·lics, igual que el salnitre, el guix i el sofre.

## Confusió amb el marbre
Al mercat, algunes calcàries s'ofereixen com a marbre, però, es tracta de roques diferents. Encara que els marbres tenen el mateix component majoritari que les calcàries (carbonat de calci, procedent de closques i fragments esquelètics d'organismes marins com corals, petxines, etc.), es diferencien en la seva estructura química. Per tant, tots dos presenten resistències i costos diferents, essent gairebé sempre més car el marbre. Bàsicament, el marbre va ser una pedra calcària que es va recristal·litzar. Aquesta recristal·lització va passar fa milions d'anys a través d'un procés anomenat metamorfisme, que significa «canvi de tipus». Les roques metamòrfiques, en general, sorgeixen quan les roques existents en un determinat lloc es transformen físicament i/o químicament degut a haver estat exposades a molt altes temperatures i molt alta pressió. És a dir que la pedra calcària, sotmesa a aquestes condicions, dona origen al marbre (el qual és molt més compacte i més resistent a l'aigua, aconseguint una major brillantor en ser polit). Com que no totes les calcàries van patir aquestes condicions, algunes han continuat sent calcàries fins a l'actualitat. Estèticament, moltes calcàries mostren restes fòssils sencers o partits, com a parts de petxines, mentre que les altes temperatures i pressions han fet que en cap marbre puguin distingir-se les restes fòssils (sinó només el seu compost, el carbonat de calci). La vistosa i de difícil extracció calcària italiana Portoro, la qual és mundialment venuda com a «marbre Portoro», és una de les poques excepcions en què el preu d'una calcària supera el preu del marbre mitjà, i fins i tot el preu del marbre de Carrara. Això no canvia, però, el fet que presenta menor resistència i és molt sensible a l'aigua. Un altre exemple de calcària generalment polida i venuda com a marbre és la «New Beige» d'Egipte, que en alguns països no dubten a oferir com un «marbre» que ofereix millor relació cost-qualitat que altres marbres (en comparar-la amb els costos dels marbres reals).
Sent el carbonat de calci de color blanc, són les impureses les que donen a les calcàries (i als marbres) les diferències de color.